# Jacky Blancquaert

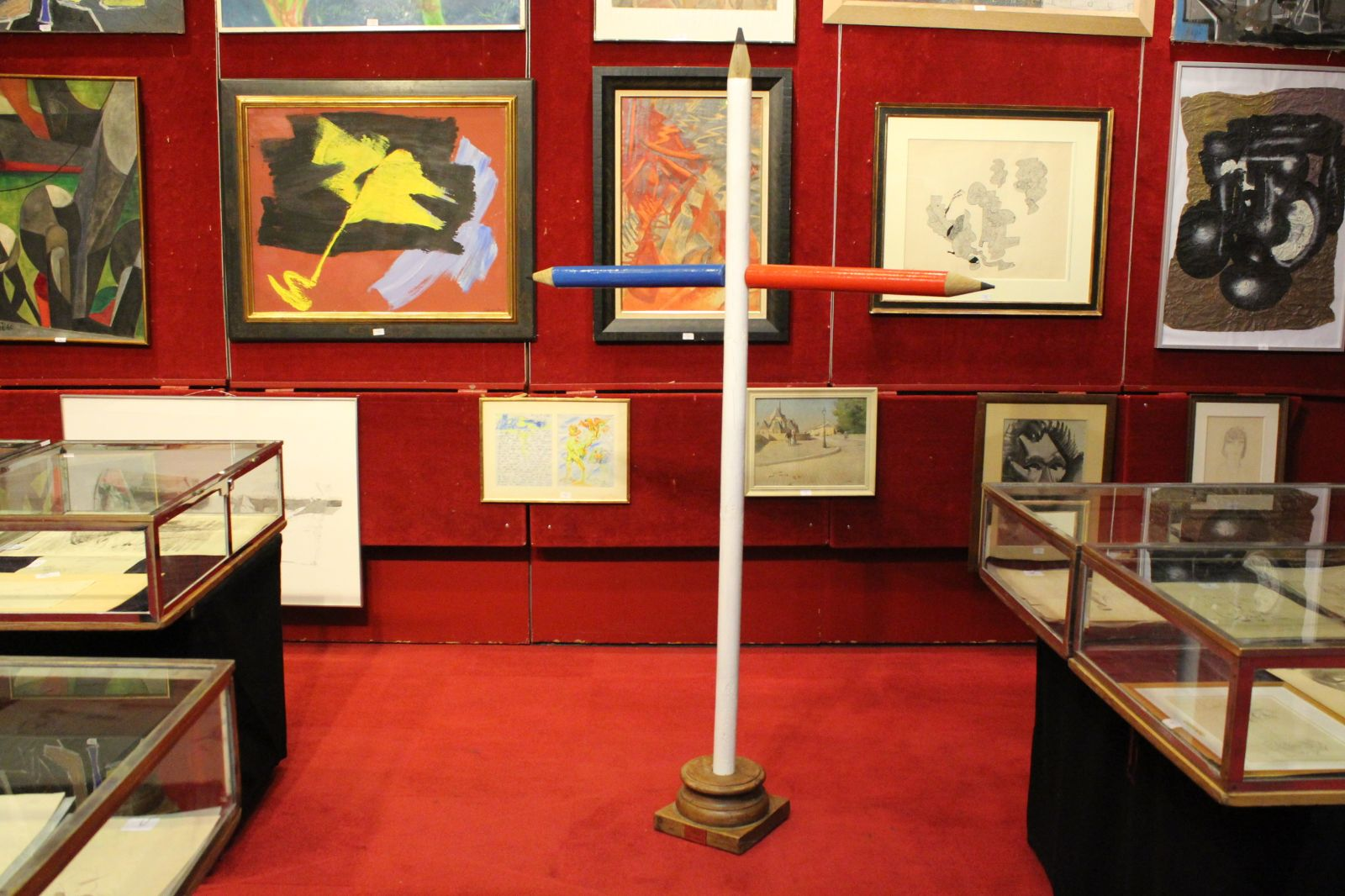
Golgotha 7.1.2015 Jacky Blancquaert, vente Drouot

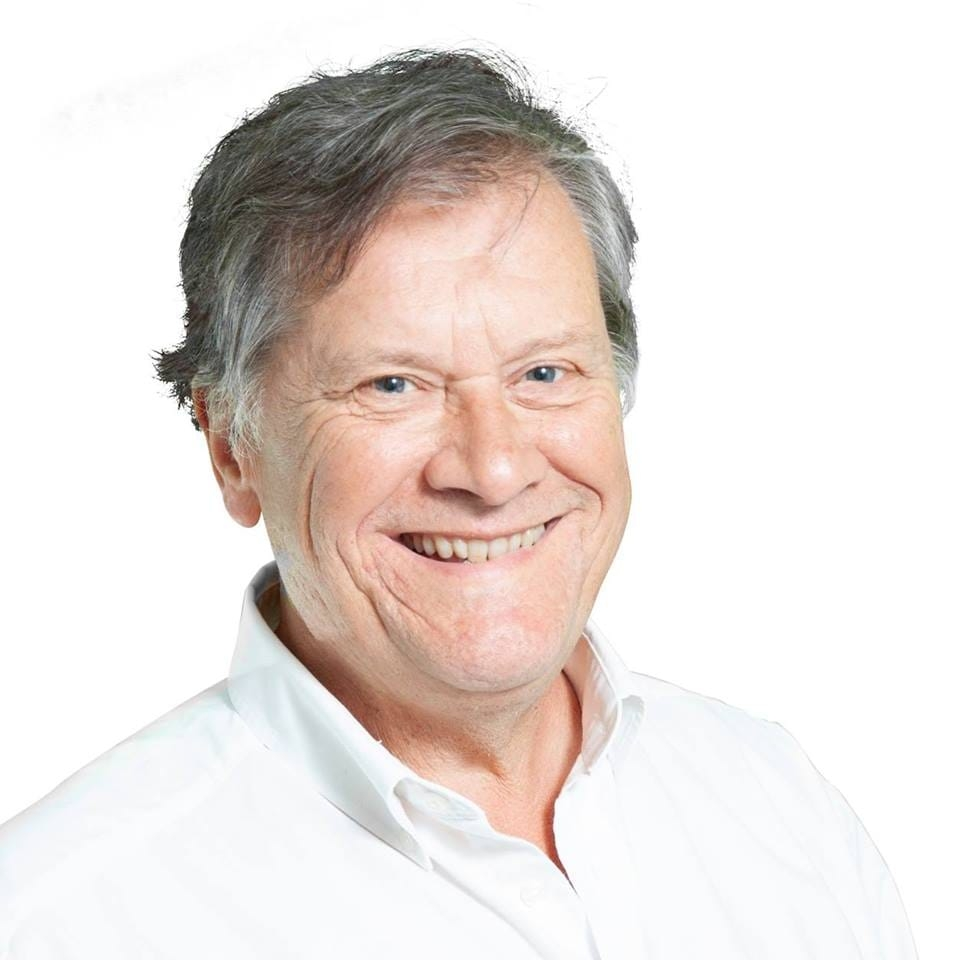

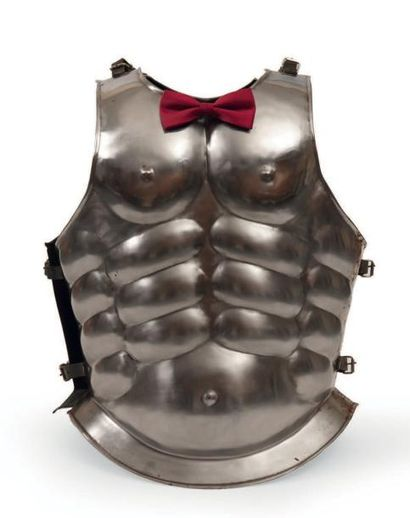

Jacky Blancquaert (Gent, 1956) is een Belgisch hedendaags kunstenaar-artivist  die met zijn "Political Art" inspeelt op de internationale en nationale politiek.
Parallel met een klassieke opleiding aan de Gentse Vrije Academie bij Arnold Verhé, begin jaren 1990, toverde Jacky Blancquaert vlaggen om tot politiek geïnspireerde kunst.
Eind vorige eeuw  was hij directeur van het internationaal vermaarde Victory Memorial Museum, Europa's grootste WW2privé museum . Intussen werkte hij verder op de ingeslagen weg rond de thema's van oorlog en vrede, internationale politiek en mensenrechten.
In 2003 exposeerde hij in Dortmünd een serie historisch gedetermineerde werken over de oorlog in Irak. Hetzelfde jaar pakte hij in Ahoy, Rotterdam, uit met een serie statements op recente gebeurtenissen in Nederland.
2004 was een verkiezingsjaar in eigen land. Als reactie op de opmars van extreem rechts exposeerde hij enkele "alarmerende" werken in het Stadhuis van Damme.
Tijdens de zomer van 2011 exposeerde  hij in de Douviehoeve en de Graanschuur in Watou een serie ludieke artistieke commentaren op de lange Belgische regeringsvorming. In 2014 haalde een van deze werken, Belgian Politics, de cover van de catalogus "100% Belge" van het veilinghuis Pierre Bergé & Associés Auctions. 
In 2022 exposeerde hij een serie werken-statements over de oorlog in Ukraine.  